# 야러그래츠: 파리 대모험
《야! 러그래츠: 파리 대모험》(영어: Rugrats in Paris: The Movie)은 미국에서 제작된 2000년 코미디 애니메이션 영화이다. 《야! 러그래츠》(1998)의 속편이다. 폴 더메이어와 스티그 베리크비스트가 공동 연출하고, 크리스틴 캐버나 등이 목소리 출연하였다. 추포 가보르 등이 제작에 참여하였다.
2003년 속편으로 쏜베리 가족 탐험대와 크로스오버한 《야! 러그래츠: 무인도 대모험》이 개봉하였다.

## 출연
- 크리스틴 캐버나
- E. G. 데일리
- 셰릴 체이스
- 캐스 수시
- 태라 스트롱
- 디온 콴
- 잭 라일리
- 멜러니 차토프
- 마이클 벨
- 줄리아 케이토
- 트레스 맥닐
- 필립 프록터
- 수전 서랜던
- 존 리스고
- 조 얼래스키
- 데비 레이놀즈
- 크리 서머
- 마코
- 팀 커리
- 케빈 마이클 리처드슨
- 빌리 웨스트
- 찰리 애들러
- 댄 캐스털러네타
- 케이시 케이섬

## 기타 제작진
- 공동 제작: 노턴 버지언